# Gare de Berlaar
La gare de Berlaar (en néerlandais : station Berlaar) est une gare ferroviaire belge de la ligne 16, de Lierre à Aarschot située sur la commune de Berlaar, dans la province d'Anvers en Région flamande.
C'est un point d'arrêt non géré (PANG) de la Société nationale des chemins de fer belges (SNCB) desservi par des trains Omnibus (L) et d'Heure de pointe (P).

## Histoire

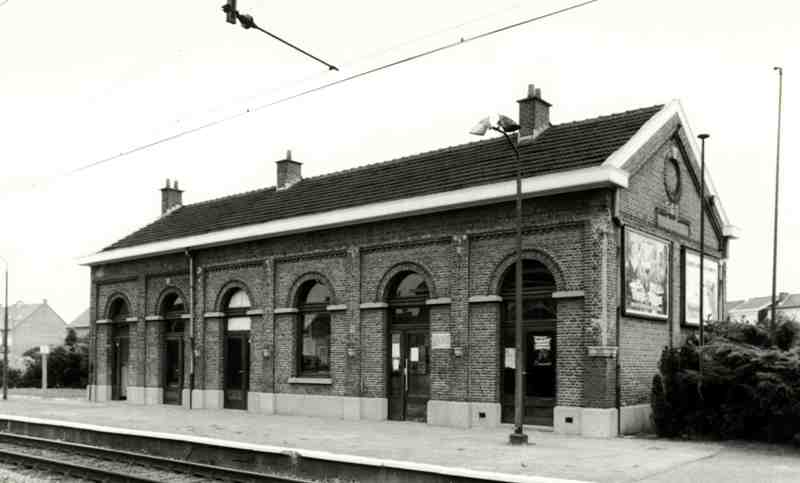
Bâtiment de la gare en 1987.

La gare de Berlaar a été ouverte le 10 juin 1864 par la compagnie du Grand Central Belge le jour de l'inauguration de la ligne de Lierre à Aarschot (actuelle ligne 16).
Le bâtiment de la gare, construit par le Grand Central, était identique, bien que plus petit, à celui de la gare de Boechout, classé au patrimoine architectural ainsi qu'à celui, démoli, de la gare de Heist-op-den-Berg.
En 1912, il est détruit par un incendie[réf. nécessaire]. Les Chemins de fer de l'État belge (qui avaient repris la compagnie du Grand Central Belge en 1897) construisent un nouveau bâtiment de 1912 à 1913. Il est à noter que la construction d'un nouveau bâtiment avait été annoncée en 1901.
Après la fermeture des guichets, la gare est devenue une simple halte. Son bâtiment a été reconverti en café.
Vers 2010[réf. souhaitée], les quais ont été rénovés et le quai adjacent au bâtiment a été reporté de l'autre côté du passage à niveau routier.

## Service des voyageurs

### Accueil
Depuis la fermeture des guichets, c'est un point d'arrêt non géré (PANG) à accès libre. L'achat des tickets s'effectue un automate de vente. Un parking pour les voitures et une aire de parcage pour les vélos se trouvent à proximité.
La traversée des voies s'effectue par le passage à niveau.

### Desserte
Berlaar est desservie par des trains Omnibus (L) et d'Heure de pointe (P) de la SNCB circulant sur la ligne commerciale 15 : Anvers - Lierre - Mol - Hasselt (voir brochure SNCB de la ligne 15).
En semaine comme les week-ends, la desserte est constituée de trains L reliant Anvers-Central à Louvain, via Aarschot. En semaine, plusieurs trains supplémentaires circulent en heure de pointe : trois trains P de Aarschot à Anvers-Central (le matin) ; un unique train P de Louvain à Anvers-Central via Aarschot (le matin) ; trois trains P d'Anvers-Central à Aarschot (l’après-midi).

## Comptage voyageurs
Ce graphique et tableau montre le nombre de voyageurs embarquant en moyenne durant la semaine, le samedi et le dimanche.
| Nombre de passagers qui embarquent à la gare de Berlaar | Nombre de passagers qui embarquent à la gare de Berlaar | Nombre de passagers qui embarquent à la gare de Berlaar | Nombre de passagers qui embarquent à la gare de Berlaar |
|                                                         | Semaine                                                 | Samedi                                                  | Dimanche                                                |
| ------------------------------------------------------- | ------------------------------------------------------- | ------------------------------------------------------- | ------------------------------------------------------- |
| 1977                                                    | 314                                                     | 52                                                      | 33                                                      |
| 1978                                                    | 340                                                     | 54                                                      | 25                                                      |
| 1979                                                    | 325                                                     | 43                                                      | 53                                                      |
| 1980                                                    | 389                                                     | 44                                                      | 29                                                      |
| 1981                                                    | 375                                                     | 58                                                      | 62                                                      |
| 1982                                                    | 385                                                     | 121                                                     | 88                                                      |
| 1983                                                    | 417                                                     | 89                                                      | 63                                                      |
| 1984                                                    | 343                                                     | 57                                                      | 36                                                      |
| 1985                                                    | 364                                                     | 84                                                      | 75                                                      |
| 1986                                                    | 310                                                     | 49                                                      | 59                                                      |
| 1987                                                    | 304                                                     | 66                                                      | 46                                                      |
| 1988                                                    | 327                                                     | 114                                                     | 53                                                      |
| 1989                                                    | 371                                                     | 59                                                      | 67                                                      |
| 1990                                                    | 304                                                     | 80                                                      | 54                                                      |
| 1991                                                    | 268                                                     | 68                                                      | 57                                                      |
| 1992                                                    | 283                                                     | 82                                                      | 54                                                      |
| 1993                                                    | 289                                                     | 76                                                      | 52                                                      |
| 1994                                                    | 275                                                     | 95                                                      | 91                                                      |
| 1995                                                    | 236                                                     | 84                                                      | 88                                                      |
| 1996                                                    | 277                                                     | 108                                                     | 116                                                     |
| 1997                                                    | 287                                                     | 96                                                      | 87                                                      |
| 1998                                                    | 263                                                     | 66                                                      | 70                                                      |
| 1999                                                    | 246                                                     | 68                                                      | 94                                                      |
| 2000                                                    | 274                                                     | 78                                                      | 90                                                      |
| 2001                                                    | 232                                                     | 66                                                      | 99                                                      |
| 2002                                                    | 275                                                     | 73                                                      | 117                                                     |
| 2003                                                    | 232                                                     | 96                                                      | 102                                                     |
| 2004                                                    | 338                                                     | 99                                                      | 114                                                     |
| 2005                                                    | 343                                                     | 123                                                     | 119                                                     |
| 2006                                                    | 362                                                     | 126                                                     | 164                                                     |
| 2007                                                    | 356                                                     | 142                                                     | 177                                                     |
| 2008                                                    | -                                                       | -                                                       | -                                                       |
| 2009                                                    | 359                                                     | 148                                                     | 158                                                     |
| 2010                                                    | -                                                       | -                                                       | -                                                       |
| 2011                                                    | -                                                       | -                                                       | -                                                       |
| 2012                                                    | 358                                                     | 161                                                     | 214                                                     |
| 2013                                                    | 401                                                     | 142                                                     | 205                                                     |
| 2014                                                    | 401                                                     | 154                                                     | 153                                                     |
| 2015                                                    | 345                                                     | 129                                                     | 205                                                     |
| 2016                                                    | 394                                                     | 141                                                     | 189                                                     |
| 2017                                                    | 376                                                     | 127                                                     | 127                                                     |
| 2018                                                    | 414                                                     | 196                                                     | 195                                                     |
| 2019                                                    | 375                                                     | 152                                                     | 193                                                     |
| 2020                                                    | 229                                                     | 120                                                     | 147                                                     |
| 2021                                                    | -                                                       | -                                                       | -                                                       |
| 2022                                                    | 401                                                     | 222                                                     | 245                                                     |
| 2023                                                    | 403                                                     | 238                                                     | 208                                                     |
| 2024                                                    | 366                                                     | 229                                                     | 146                                                     |

## Patrimoine ferroviaire
Entre 1912 et 1913, pour remplacer le bâtiment d’origine qui avait été détruit par le feu, une gare standard, sans étage fut construite à Berlaar. Ce bâtiment était directement inspiré des gares de plan type 1895, mais sans partie à étage ni aile de service séparée. Elle comportait initialement neuf travées ; une partie du bâtiment, comportant trois travées, a été démolie.
Ce bâtiment, fermé aux voyageurs, est classé ; il fut reconverti en bar.